# Гасанов, Орхан Тахир оглы
Орхан Тахир оглы Гасанов (азерб. Həsənov Orxan Tahir oğlu; 18 декабря 1991, Баку, Азербайджан) — азербайджанский футболист, амплуа — полузащитник.

## Биография
Родившийся в 1991 году в Баку Орхан Гасанов начал делать первые шаги в футболе в возрасте 11 лет в Апшеронской детской футбольной школе города Хырдалана, под руководством тренера Вугара Гусейнова.

## Клубная карьера

### Чемпионат
Профессиональную карьеру футболиста начал в 2008 году с выступления в клубе «Нефтчи» Баку. В 2009 году перешёл в состав ФК «Карван» Евлах. Далее, в 2010/2011 годах проводит один сезон в составе клуба Первого Дивизиона — ФК «Апшерон». В 2011/2012 годах защищает цвета клуба «Сумгаит».
Летом 2012 года переходит в клуб азербайджанской Премьер-лиги «АЗАЛ» из города Баку, с которым футболист подписывает двухлетний контракт. В составе «лётчиков» выступает под № 9.
В составе «летчиков» дебютирует в Премьер-лиге 4 августа 2012 года, в гостевом матче I тура против ФК «Сумгаит».

### Кубок
В Кубке Азербайджана провел 3 игры, 2 из них в составе ФК «Апшерон», одну в составе ФК «Сумгаит».
| № | Дата           | Раунд                     | Клуб      | Соперник  | Лига         | Итог  |
| - | -------------- | ------------------------- | --------- | --------- | ------------ | ----- |
| 1 | 3 марта 2011   | 1/4 финала, первая игра   | «Апшерон» | «Интер»   | Премьер-лига | 0 : 1 |
| 2 | 8 марта 2011   | 1/4 финала, ответная игра | «Интер»   | «Апшерон» | Премьер-лига | 0 : 0 |
| 3 | 30 ноября 2011 | второй раунд, 1/8 финала  | «Карабах» | «Сумгаит» | Премьер-лига | 3 : 0 |

## Сборная Азербайджана

### U-19
Дебютировал в составе юношеской сборной Азербайджана до 19 лет 9 октября 2009 года в квалификационном раунде Чемпионата Европы УЕФА в городе Нес-Циона против сборной Израиля. В матче, завершившимся со счетом 0:3 в пользу азербайджанской сборной, Орхан Гасанов стал автором двух мячей, забитых на 20 и 84 минутах матча.

### U-21
Первую игру в составе молодёжной сборной Азербайджана провел 4 сентября 2010 года в Баку, на Республиканском стадионе имени Тофика Бахрамова в квалификационном раунде Чемпионата Европы УЕФА против сверстников из Албании, в котором хозяева одержали победу со счетом 3:2. Орхан Гасанов вышел на замену на 82 минуте матча.

### Национальная сборная
В 2012 году был вызван на селекционные сборы национальной сборной Азербайджана, проходившие в Баку.

## Достижения
- 2011 год — победитель Первого Дивизиона в составе ФК «Апшерон».